# دايفيد شارب
دايفيد شارب (بالإنجليزية: David Sharp)‏ (و. 1840 – 1922 م) هو عالم حشرات، وطبيب بريطاني، كان عضوًا في الجمعية الملكية، توفي عن عمر يناهز 82 عاماً.

## التعليم
تعلم في جامعة إدنبرة
.

## جوائز
حصل على جوائز منها:
- زميل في الجمعية الملكية
- زمالة الجمعية اللينيانية اللندنية ‏